# Alfred Pérez-Bastardas
Alfred Pérez-Bastardas (Barcelona, 1944) és un historiador català.
Doctorat per la Universitat de Barcelona el 1985; fou Premi Extraordinari de Llicenciatura el 1975. Vicepresident de la Societat Catalana d'Estudis Històrics, (SCEH) filial de l'Institut d'Estudis Catalans i secretari de la Societat Catalana d'Història de la Farmàcia. També és membre de la junta de govern del Grup de Recerca de Cerdanya (GRC), i de l'Associació LLibre del Pirineu. Ha participat en diverses trobades d'àmbit cultural. Està casat amb la il·lustradora Maria Rius Camps. És net d'Albert Bastardas i Sampere, que fou Alcalde republicà i catalanista de Barcelona el 1908-1909.
Especialista en temes com el republicanisme catalanista de primers del segle xx, i el catalanisme col·lectiu; ha fet recerques sobre la Caixa de Pensions per a la Vellesa i d'Estalvis i la història de les assegurances socials. Ha publicat biografies sobre Albert Bastardas i Sampere, Francesc Moragas i Josep Maria Boix i Raspall. Té articles publicats a El País, l'Avui, Serra d'Or, L'Avenç, El Contemporani, Revista de Catalunya, i en les revistes de la Cerdanya, Belluga't, Viure als Pirineus, i les digitals Querol i Ker, i també en la Revista de la Societat Catalana d'Història de la Farmàcia i en el Butlletí de la Societat Catalana d'Estudis Històrics. Igualment en revistes publicades en el seu moment per La Caixa.
El seu fons personal es troba dipositat al CRAI Biblioteca del Pavelló de la República de la Universitat de Barcelona. Consta fonamentalment de documentació relacionada amb les monografies publicades per aquest historiador titulades "Els cartells de la "Frase Quincenal" : feixisme, totalitarisme, capdillatge i autarquia en la propaganda de FET y de las JONS i "La Colla Cargol (1952-1961).

## Obres
- Pérez-Bastardas, Alfred. L'Ajuntament de Barcelona a primers de segle (1904-1909): Albert Bastardas i Sampere, primer Alcalde Popular.  Edicions 62, 1980, p. v. ISBN 8429716629.
- Els republicans nacionalistes i el catalanisme polític : Albert Bastardas i Sampere (1871-1944) : una biografia política (1987); pròleg de Josep Termes. Edicions 62, Barcelona.
- "Barcelona davant el pressupost extraordinari de cultura de 1908", Editorial Mediterrànea, Barcelona 2003
- "Albert Bastardas i Sampere, Alcalde popular per Barcelona", en el cinquantenari de la seva mort. Arxiu Albert Bastardas i Sampere i Ajuntament de Barcelona. Pròleg de Pasqual Maragall. Edició no venal, 1994.
- "Els Bastardes, estudi genealogic d'una família catalana". Edició privada no venal. 1991
- "La Cerdanya, Quadern de notes", Ed. Salòria, 2010
- "La Colla Cargol, 1952-1961", edició no venal, Barcelona 2007, 2009
- " Els inicis de les assegurances socials modernes a Catalunya, 1917-1937" Ajuntament de Barcelona. Quaderns del Seminari d'Història de Barcelona, 2004
- Amb Víctor Scholz : "El Govern de la Ciutat de Barcelona, 1249-1986", Ajuntament de Barcelona 1986
- Els cartells de "La Frase Quincena"l :"Feixisme, totalitarisme, caudillatge i autarquia en la propaganda de Fet y de las JONS, 1940-1951". Editorial Base, Barcelona 2013
- Amb Maria Rius Camps: "Ja sabem com es fan els caramels", Igreca de Ediciones, Madrid, 1975
- "Francesc Moragas i la Caixa de Pensions", Ed. 62, Barcelona 1999
- "Josep Maria Boix Raspall", Ed. 62, Barcelona 2001
- Bolvir, Notes geogràfiques i històriques. Ed. Mediterrània, Barcelona 1986
- Cerdanya, cap a on vas; edicions Salòria, 2014
- El catalanisme col·lectiu i altres estudis, Editorial Base, 2014
- Els frontals d'altar romànics de la Cerdanya, Edicions Salòria, 2015
- Temps del Pirineu, Edicions Salòria, 2021